# Pecluma curvans
Pecluma curvans là một loài thực vật có mạch trong họ Polypodiaceae. Loài này được (Mett.) M.G. Price miêu tả khoa học đầu tiên năm 1983.